# Чешская Силезия
Чешская Силезия (чеш. České Slezsko, сил. Ślůnsk Česki) — земля на северо-востоке Чешской республики, чешская часть Силезии. В прошлом известна под названиями Моравская или Судетская Силезия (1938—1945). До 1918 года большая часть региона входила в состав Австро-Венгрии (Австрийская Силезия). Административно включена в Моравскосилезский край (область) Чешской республики.

## География
Территория Чешской Силезии простирается к востоку и западу от города Острава и включает в себя большую часть современного Моравскосилезского края и, на крайнем западе, небольшую часть Оломоуцкого края с окрестностями города Есеник. Следующими по значимости городами после Остравы являются Опава, Карвина и Тршинец.
Область размещается в Судетских горах, переходящих на востоке в Карпаты. Главные реки: Одер (Одра), Опава и Олше, протекающая частью по границе с Польшей.

## История
Современная Чешская Силезия представляет собой ту часть Силезии, которая закрепилась за Австрией в конце Первой Силезской войны (во время Войны за австрийское наследство) в 1742 году. К 1900 году герцогство Верхней и Нижней Силезии со столицей в Троппау занимало площадь в 5140 км² с населением в 670 тыс. чел. К современной Чешской Силезии тоже принадлежит Глучин, который был к 1920 году включен в состав Германии.
В 1918 году бывшее герцогство вошло в состав Судетской провинции Австрии, однако по Сен-Жерменскому мирному договору 1919 года перешло к Чехословакии за исключением части Тешинской Силезии к востоку от реки Олше, которая вошла в состав Польши.
По Мюнхенскому соглашению 1938 года большая часть Чешской Силезии вошла в состав рейхсгау Судетская область и заселена немцами. После Второй мировой войны эти земли были возвращены Чехословакии, а немецкое население депортировано (см.: Депортация немцев после Второй мировой войны). Граница с Польшей была установлена частью по реке Олше (официально по договору 1958 года).

## Достопримечательности
В Остраве расположен Силезско-Остравский замок, сооружение готического стиля второй половины XIII века.
На площади Масарика находятся кафедральный собор Божественного Спасителя и Старая городская ратуша.

## Население
Часть коренного славянского (чешского и польского) населения Чешской Силезии, которая живёт в чешской части Тешинской Силезии, говорит на Тешинском диалекте.